# Mörschbach
Mörschbach település Németországban, Rajna-vidék-Pfalz tartományban. Lakosainak száma 345 fő (2023. december 31.). Mörschbach Benzweiler és Wahlbach községekkel határos.

## Népesség
A település népességének változása:
| Lakosok száma | 290  | 352  | 348  | 341  | 354  | 345  |
|               | 1975 | 2017 | 2019 | 2021 | 2022 | 2023 |